# Guiscriff
Guiscriff (in bretone: Gwiskri) è un comune francese di 2 401 abitanti situato nel dipartimento del Morbihan nella regione della Bretagna.

## Società

### Evoluzione demografica
Abitanti censiti